# Josef Koutný
Josef Koutný (4. ledna 1909 Cetkovice – 29. dubna 1951 Horní Libina)byl český katolický kněz, teolog rektor Cyrilometodějské smírné kaple na hoře Olivetské, autor exegetických a historických poznámek.

## Život
Josef Koutný byl rodákem z Cetkovic u Moravské Třebové. Po absolvování gymnázia v roce 1927 a studiích teologie (obojí v Brně) byl v roce 1932 vysvěcen na kněze. Nejprve byl kaplanem ve Křtinách, rok poté odjel to Palestiny studovat biblistiku. Během svých studií v Jeruzalémě byl vicerektorem hospice Svaté rodiny pro poutníky.
Působil jako prefekt chlapeckého semináře v Brně (1936 – 1938), poté byl profesorem teologie na teologickém učilišti v Brně a ředitelem Sušilových kolejí. Na teologickém učilišti působil do dubna 1948, kdy nastoupil jako představený v brněnském alumnátě.
V roce 1950, poté co komunistický režim zlikvidoval všechny teologické fakulty a učiliště a vytvořil jedinou nechvalně známou CMTF, byl na ní jmenován profesorem, ale odmítl jmenování přijmout.
V lednu 1951 se z obav před zatčením začal skrývat a posléze se pokusil uprchnout přes hranice, byl však v Bratislavě zatčen a převezen do vazby v Brně. Zde měl být podle materiálů vystavených StB vyslýchán ve věci budování podzemních struktur církve, ukrývání Jana Dokulila, získá pro spolupráci se Státní bezpečností a 28. dubna 1951 propuštěn. Je ale zřejmé, že se spisem se podezřele manipulovalo a že například záznam o propuštění byl dodatečně dopsán až 2. května.
29. dubna oznámila Státní bezpečnost rodině, že Josef Koutný byl nalezen mrtev v odstaveném vagónu na nádraží v Libině u Šumperka. Jako příčina smrti byla uvedena sebevražda oběšením. Jeho sestra měla možnost krátce zahlédnout tělo při identifikaci v doprovodu vedoucího pohřební služby, kterého vzala s sebou, oba později zpochybnili verzi o sebevraždě. Pan Neuwirth výslovně prohlásil, že jako vedoucí pohřební služby viděl řadu oběšenců a že obličej Josefa Koutného ničím neukazoval na takovouto příčinu smrti. Zato však vykazoval známky mučení.
Rodina si nesměla lépe prohlédnout zesnulého, ani jej připravit na pohřeb a Státní bezpečnost při pohřbu hlídala rakev, aby nemohla být otevřena. Vzhledem ke zmíněným okolnostem je vysoce pravděpodobné, že Josef Koutný ve skutečnosti nespáchal sebevraždu, ale zemřel na následky mučení při výslechu.
Je po něm pojmenována ulice v Brně-Líšni.